# Eustenogaster hauxwellii
Eustenogaster hauxwellii är en getingart som först beskrevs av Charles Thomas Bingham 1893.  Eustenogaster hauxwellii ingår i släktet Eustenogaster och familjen getingar. Inga underarter finns listade i Catalogue of Life.